# مايكل إيبلينغ
مايكل إيبلينغ (بالألمانية: Michael Ebling) (من مواليد 27 يناير 1967) هو سياسي ألماني من الحزب الديمقراطي الاجتماعي الألماني. تم انتخابه في 25 مارس 2012 رئيسًا لبلدية ماينتس خلفًا ليينس بويتل (الحزب الديمقراطي الاجتماعي الألماني). تولى إيبلينغ منصب رئيس البلدية في 18 أبريل 2012.

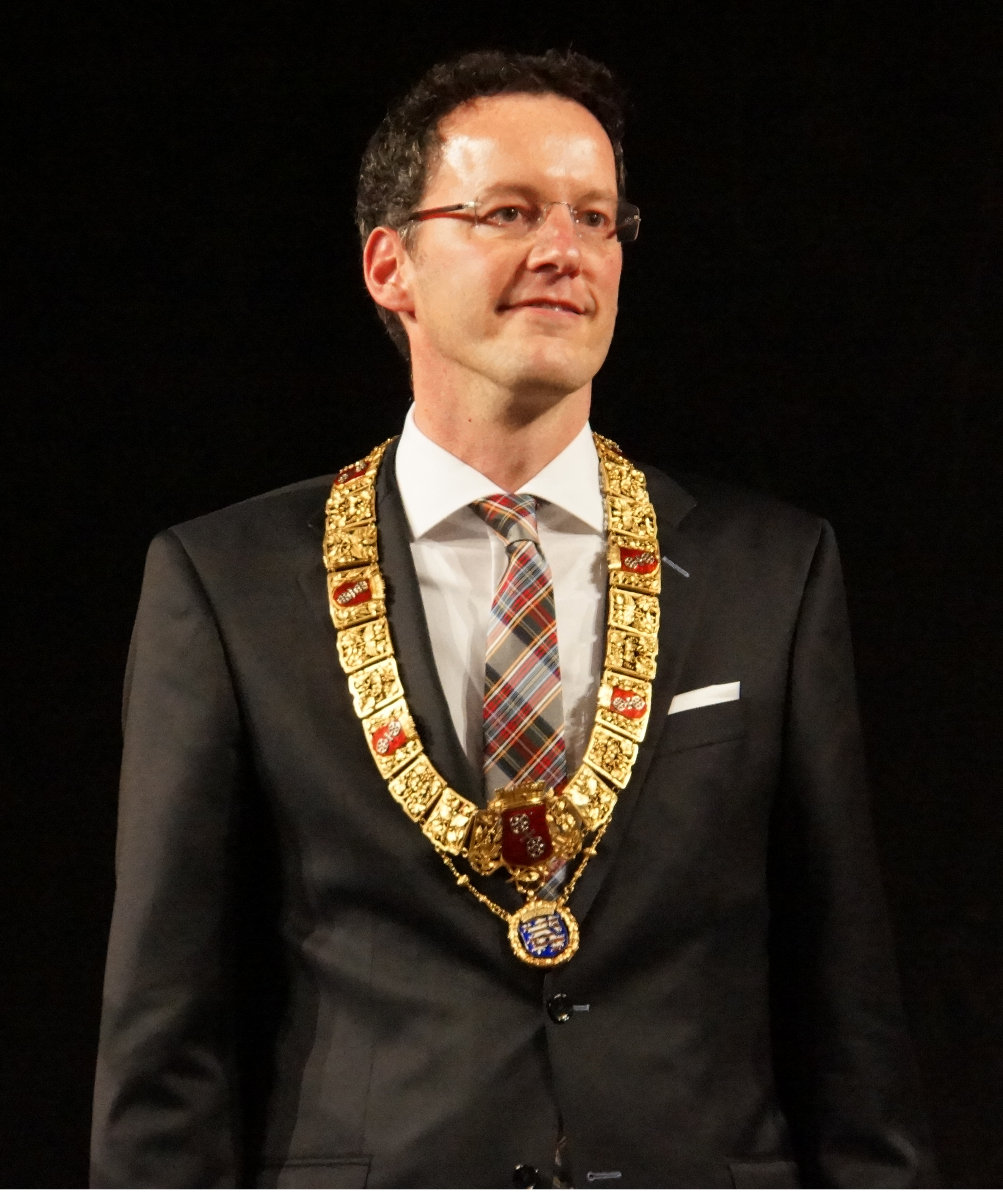
إيبلينغ في عام 2012

## النشأة والتعليم
بعد اجتياز امتحان أبيتور في مدرسة غونسباخ الثانوية في عام 1986، خدم إيبلينغ لمدة 20 شهرًا في الخدمة المدنية، «تسيلديينست»، لرعاية المعاقين. ثم درس القانون في جامعة ماينتس، وعمل في مجال السياسة كمساعد لكلاوس هامر، عضو برلمان ولاية راينلند-بالاتينات ورئيس الحزب الاشتراكي الديمقراطي الإقليمي. عمل فيما بعد كمستشار لوزارة التعليم والعلوم والثقافة في ولاية راينلاند-بالاتينات، وانضم إلى مكتب الوزير يورغن زولنر.

## الحياة السياسية
انضم إيبلينغ إلى الحزب الاشتراكي الديمقراطي الألماني في سن السادسة عشرة. لعبة دورة نشطا في مجلس مدينة ماينتس بين عامي 1994 و2002، وتولى منصبا قياديا كمتحدث للشؤون الثقافية باسم مجموعته البرلمانية. كما كان عضوا في اللجنة التنفيذية للكتلة البرلمانية لحزبه. كان رئيسًا للحزب الاشتراكي الديمقراطي في مومباخ بين عامي 1995 و 2007 خلفًا لأورسولا ديستلهوت كممثل لبلدة ماينتس-مومباخ.
تم انتخاب إيبلينغ نائبًا لرئيس المجموعة البرلمانية لحزبه في عام 1998، وتم اختياره كرئيس لها في نوفمبر 2008. وانتُخب نائبًا لرئيس البلدية بدوام كامل للشؤون الاجتماعية والشباب والصحة والإسكان في عام 2002، بعد أن أصبحت سلفه مالو دراير في الحكومة الثالثة للوزير-الرئيس لراينلند-بالاتينات كورت بيك. انضم إيبلينغ منذ عام 2006 إلى مكتب دوريس آهنن كوزير في وزارة التعليم والعلوم والثقافة في راينلند-بالاتينات. وشغل بصفته في هذا المنصب كعضو في المجلس الاستشاري الخارجي لكلية الدراسات العليا للتميز-علوم المواد في ماينتس.

## رئيس بلدية ماينتس
تم انتخاب مايكل إيبلينغ رئيسًا لبلدية ماينتس، وحصل على 58.2% من الأصوات ضد منافسه غونتر بيك (تحالف 90/الخضر) الذي جاء في المركز الثاني بنسبة 41.8%. نجح إيبلينغ في برنامج انتخابي وضع الجوانب الاجتماعية وسياسة التعليم على رأس جدول الأعمال. ويعتبر أول مواطن من ماينتس يتم انتخابه رئيسًا لبلدية مسقط رأسه منذ عام 1965. أعيد انتخاب إيبلينغ في 10 نوفمبر 2019 لمنصب رئيس بلدية ماينتس بعدما حصل على 55.2% من الأصوات.
كان إيبلينغ جزءًا من مجموعة العمل المعنية بالبلديات والمناطق الريفية بقيادة راينر هاسيلوف وكورت غريبل ومايكل غروشيك في المفاوضات لتشكيل حكومة ائتلافية بقيادة المستشارة الألمانية أنغيلا ميركل بعد الانتخابات الفيدرالية الألمانية 2017.

## نشاطات أخرى

### مجالس الشركات
- شركة «غاز-يونيون في إم بي آيتش» (بالألمانية: Gas-Union GmbH) نائب رئيس مجلس المراقبة

• شركة «ماينتسير شتادفيركي آي غي» (بالألمانية: Mainzer Stadtwerke AG)، الرئيس السابق لمجلس الإشراف.
- شركة «شباركاشي ماينتس» (بالألمانية: Sparkasse Mainz)، رئيس مكتب مجلس الإشراف
- شركة (بالألمانية: Überlandwerk Groß-Gerau)، عضو مجلس الإشراف
- شركة «تسينترالي بيتيليغونغزغيلشافت دير شتادت ماينتس إم بي آيتس» (بالألمانية: Zentrale Beteiligungsgesellschaft der Stadt Mainz mbH)، رئيس مجلس الإشراف

### منظمات غير ربحية
- منتدى الأعمال للحزب الاشتراكي الديمقراطي الألماني، عضو المجلس الاستشاري السياسي (منذ 2020).[10]
- الاتحاد الألماني للمرافق المحلية، رئيسًا (منذ 2015).[3]
- جامعة يوهان غوتنبرغ ماينتس، عضو مجلس الأمناء.[11]
- كونستهال ماينتس (بالألمانية: Kunsthalle Mainz)، عضو مجلس الأمناء.
- معهد ماكس بلانك لأبحاث البوليمر، عضو مجلس الأمناء[12]
- «شتاتشثياتر ماينتس» (بالألمانية: Staatstheater Mainz)، الرئيس السابق لمجلس الإشراف
- «شيفتيرفيرباند فير دي دونتشي فيسينشافت» (بالألمانية: Stifterverband für die Deutsche Wissenschaft)، عضو مجلس الأمناء.[13]

## الحياة الشخصية
إيبلينغ مثلي الجنس علنا. وهو في في شراكة الحياة المسجلة مع شريكه أندرياس شولتس.